# 尾崎由衣
尾崎 由衣（おざき ゆい、1984年2月25日 - ）は、日本の女優。東京都出身。身長158cm、体重42kg、B81cm、W57cm、H82cm、靴のサイズ23.5cm。血液型はA型。明治大学法学部卒業。女優の尾崎亜衣は双子の姉。旧芸名、水木由奈（みずきゆうな）。

## 略歴
レースクイーン、グラビアアイドル時代は水木由奈の名前で活躍、アーデニー・エンタテイメントに所属していた。
2007年、映画『天使がくれたもの』の挿入歌「Only」を、姉・尾崎亜衣との姉妹デュオkiss and cry名義で歌手デビュー。
2008年、姉の亜衣と共に、東海テレビ制作昼の帯ドラマ『花衣夢衣』のヒロイン「澪」の17歳から20歳までの役に抜擢され、これが初主演作となった。亜衣との共演はこの作品が初である。7月に姉・尾崎亜衣とのファースト写真集及び、DVDを発売。
2010年6月、姉の亜衣と共に所属事務所のサラエンタテイメント（現:パワーピット）を退所。
2011年11月、下北発の演劇集団エンジールに参加。
2016年6月、テレビ関係の仕事をしている男性と結婚した。
2017年、亜衣と共に2013年から所属していた事務所エージェントオフィスタクトを退所。
2018年7月、芸名を変える予定であることを発表。

## 出演

### テレビドラマ
- 家に五女あり（2007年、TBSテレビ） - 小田切香苗 役
- 花衣夢衣（2008年、東海テレビ） - 沢木澪 役
- チチ、カエル。〜ボクとオカマの夏休み〜（2008年10月6日、フジテレビ） - 純ちゃん 役
- タクシードライバーの推理日誌（2010年1月23日、テレビ朝日） - 石野小百合 役

### 舞台
- TUFF STUFF『火男の火』（2008/12/20-22：全4公演：シアターアプルファイナルアクト） - 綾乃役
- TEACHERS〜職員室より愛を込めて〜 - 高井空役

（2009/7/18〜7/20：全5公演：東京芸術劇場中ホール・7/24〜25：全3公演：梅田芸術劇場シアタードラマシティ）
- 下北発女の子演劇集団 Angeiil「Angeiil -なchuっ♡-」（2012年9月4日-9日、ウッディシアター中目黒）
- Next-Gプロデュース舞台「隙間風ヒートアップ」（2012年11月7日-11日、阿佐ヶ谷アルシェ）

### テレビその他
- 武藤敬司☆SHOW アシスタント（2007年、FIGHTING TV サムライ）
- 熱血!平成教育学院（2009年9月、フジテレビ）

### スマートフォン
- ガールズエコロジー（2012年4月-、WALLOP）

### インターネット
- 3人美組 ステキ女子研究会（2012年7月-、AKIBA伝えたい!放送局）Tea-BREAKから改題

## 作品

### 写真集
- TWO to TWO（2008年8月1日、晋遊舎、撮影：熊谷貫）ISBN 978-4-88380-811-3・・・尾崎亜衣＆尾崎由衣

### DVD
- 『スロっちゃお！Vol.3』（水木由奈名義）
- 『TWO to TWO』（尾崎亜衣＆尾崎由衣 2008年7月26日、晋遊舎 ISBN 978-4-88380-790-1）